# 全日本郵政労働組合
全日本郵政労働組合（ぜんにっぽんゆうせいろうどうくみあい、略称：全郵政（ぜんゆうせい）、英語：All Japan Postal Labour Union、略称：JPLU）は、1965年から2007年まで存在した日本の労働組合であり、日本郵政公社の職員で構成されていた。2007年10月22日に、日本郵政公社労働組合（JPU）と統合して、日本郵政グループ労働組合（JP労組）となった。

## 概要
- 本部：東京都渋谷区千駄ヶ谷一丁目20-6全郵政会館
- 中央執行委員長：山口義和
  - 副委員長：水木芳徳、書記長：轆轤誠

日本郵政公社の労働組合としては日本郵政公社労働組合（JPU）に次ぐ第2位、勢力は2007年3月時点で、組合員数約8万3,000人であった。日本労働組合総連合会（連合）に加盟していた。JPUの前身である全逓の運動方針・行動に反発した右派組合が反全逓・労使協調を掲げて1965年に結成し、同盟に加盟する。以後、全逓と激しい対立を繰り返す。結成以来、積極的な勢力の拡大を進め、発足当時22,000人だった組合員数をピーク時には8万8,000人にまで増やす。連合結成の際はJPUと共にこれに加盟する。2005年には郵政民営化反対運動を行い、民営化決定後、JPUとの組織統合を打ち出した。
組合章は黒で縁取りして黄で塗りつぶした「JP」の中に黒字で「LU」と書いていた。若い組合員が多く、平均年齢は35歳。また女性組合員も多く、26％以上を占めていた。
| 西暦   | 組合員数 | 前年比   | 備考   |
| ------ | -------- | -------- | ------ |
| 1965年 | 22,000人 | －       | 結成時 |
| 1972年 | 60,000人 | 人       |        |
| 1974年 | 55,000人 | 人       |        |
| 1993年 | 78,000人 | 人       |        |
| 1996年 | 79,000人 | 人       |        |
| 1997年 | 81,000人 | +3,000人 |        |
| 1998年 | 83,000人 | +2,000人 |        |
| 1999年 | 85,000人 | +2,000人 |        |
| 2000年 | 86,000人 | +1,000人 |        |
| 2001年 | 87,000人 | +1,000人 |        |
| 2002年 | 88,000人 | +1,000人 |        |
| 2003年 | 87,000人 | -0人     |        |
| 2004年 | 85,000人 | -2,000人 |        |
| 2005年 | 83,000人 | -2,000人 |        |

注1：1993年までは全郵政の公表値、96年以降は労働省・厚生労働省の「労働組合基礎調査」を参照。

注2：発表はいずれも1,000人単位

## 歴史

### 全郵政の結成
第二次世界大戦直後の1946年5月31日、郵政事業に従事する者のために全逓信従業員組合（のち全逓信労働組合、略称・全逓）が結成された。全逓は当時の熱烈な労働運動を受けて、戦闘的なものであったため、労使協調志向の右派は全逓主流派の動きを批判していた。こうして全国各地に、反全逓・労使協調の組合が誕生した。
その内の一つが、1953年に全逓を脱退した全国特定局労働組合（全特定）であった。全特定は組織人員約2万人の、特定郵便局職員の組合である。また別の一つに、1958年の春闘を巡る混乱（全逓が勤務時間中に組合の大会を開いたことに対し、当局は解雇7人、停職297人を含む2万2,478人の大量処分をする）で全逓を脱退した230人によって1958年に結成された全郵政従業員組合（全郵政、初代委員長・宮尾真一）があった。全郵政は普通郵便局職員の組合である。全郵政は他の脱退派と合同し、1960年には全国郵政労働組合（郵政労組）となっている。
全特定と郵政労組は、郵政当局の助けもあって、1965年10月16日に組織統合し、全日本郵政労働組合（全郵政）となった。組織人員約2万2,000人、初代委員長は福井秀政、全日本労働総同盟（同盟）と全官公に加盟。

（※注１）全特定が結成される以前、各地に小組合が林立した。主な理由は、当時の全逓執行部が闘争の一環として特定郵便局対策の交渉窓口を閉鎖したために、無集配特定郵便局従業員が、当時まだ封建色の強かった特定郵便局長と労使交渉を事実上行えなくなったため、とされる。
（※注２）全郵政の名は宮尾委員長の組織が最初に名乗っているが、運動的には後述の福井委員長（全逓の支部長を辞し脱退）が大阪中央郵便局において立ち上げた組織を基礎とする。例えば、全郵政札幌中央郵便局支部のルーツをたどれば、その頃に大阪中央郵便局で福井とともに活動していた役員の関与がある。なお、福井は当時の社会党右派（のち民社党）の西村栄一（大阪府在住の国会議員）をこの頃すでに支持していた。

### 全逓との対立と組織拡大
全郵政は郵政省の協力・庇護の下組織拡大を行い、熱烈な全逓脱退の勧誘などを行った。全逓も全郵政に対する組織妨害を行い、両者の対立は熾烈を極める。時にそれは暴力沙汰にまで及んで逮捕者が続出した。この事態は1970年代後半になると沈静化してゆき、1980年代に入ってからはあまり起こっていない。だがそれでも両者の対立は続き、職場の内外でプロパガンダ、非難、組織動員など対立抗争が続いた。
当初は一部の管理職からも疑念的な扱いを受けつつ、新採用職員を中心に組織を拡大し、結成当初は2万2000人だったのが、2002年には約9万人に迫るなどと、もう少しで10万人を視野に入れるところまで到達したが、その後は新採用数の抑制、それにJPU（全逓から改称）の巻き返しもあり、統合までの数年は微減状態であった。
この間、1973年に国際郵便電信電話労連（PTTI）に加盟。また労働戦線の再編に伴い、同盟や総評（全逓が加盟するナショナルセンター）が解散して連合となった1989年には、全郵政は全逓と共に連合に加盟している。

### 郵政民営化反対運動
2004年、首相の小泉純一郎は「改革の本丸」として郵政民営化に取り組み始める。これに対し、全郵政やJPU、さらに全国特定郵便局長会（全特）などの経営側の団体もそれぞれに反対活動を始めた。形だけではあるが「郵政民営化に反対する労組協議会」を設置して、初めて全郵政とJPUは同じテーブルに着いたが、お互いに過去の対立もあり、足並みは決して揃ったものとは言えなかった。その他にもこの労組協議会と全特と一般の呼びかけ人によって「郵便局ファンの会」が結成されて、集会を持つまでに至った。
しかし、全郵政やJPUの支持団体であるはずの民主党も郵政改革自体には肯定的で、政治側と一体となった反対運動は取れなかった。結局、2005年8月8日に郵政民営化法案は参議院で否決され廃案になったものの、衆議院は郵政解散となり、9月11日の第44回衆議院議員総選挙で、小泉率いる自由民主党が圧倒的議席を取って圧勝。郵政民営化法案は国会を通過、成立した。

### JPUとの統一
全郵政と全逓・JPUはかつての鋭い対立から両者の関係は冷たく、現在でも昔のことを知っている40代、50代の組合員ではしこりが大きい。それまでも全逓側から幾度と無く組織統合の申し出自体はあったが、それは人数に勝る全逓が主導権を握るもので、全郵政はこれを無視あるいは拒否した。そもそも全郵政自体が全逓潰しを一つの目的とした組合であり、郵政省の協力・庇護の下に単独で組織拡大、そして多数派形成をしていくという方針の組合であったというのも理由の一つである。
連合の傘下に全郵政と全逓が入って以後も連合幹部からの斡旋はあったものの、まともな組織統一の話は長きにわたり出て来なかった。だが2000年、「全郵政との対立・抗争は終了、全郵政と一緒に21世紀を展望したい」と全逓の委員長が発言。これには全逓の組織凋落や労働運動自体の退潮、激しい対立からある程度年を経たことなどが背景にはあるが、両者の関係の雪解けへの方向を示したという意味で大きなものであった。ただしこれに対して全逓内から批判・異論が出もした。
そして、2006年2月8日全郵政中央委員会で、宮下委員長は「JPUとの組織統合も視野に入れた組織のあり方について検討を着手する」と述べ、初めて全郵政から組織統一に乗り出す発言があった。これは郵政民営化が決まって民営化後の組織運営を見据えたものであること、他にも公社からも圧力があったことは確かで、交渉の窓口を一本化したいとの狙いもある。双方ともに古参組合員は減少し、政治的にも連合傘下で民主党支持であることから統一へのハードルは低くなり、民営化まで1年と数ヶ月という時期になり、統一への準備が整ったとの認識ではないだろうか。
全郵政は、組織統合にあたって、全郵政の「綱領」を基本に、自由にして民主的な労働運動の推進、JPUが自ら過去の運動の総括を行うなど4条件を示していた。JPUは、4条件を全て認め、過去の運動に対する総括で自らの運動を反省し、全郵政に謝罪するとともに「組織統合の障害となる大きな対立点はない、組織統合の実現に全力をあげる」（第121回中央委員会）ことを決めた。これを受けた全郵政は、JPUの過去の運動に対する総括について評価し、全郵政が主導権を持って「新たな踏み出し」を行うとした。
2007年10月の民営化・新会社発足に合わせて、10月22日に東京・グランドプリンスホテル新高輪において、JPU・全郵政の合併（統一）大会を開催して、組織統一し、JP労組が発足した。下部組織も1年後までにすべて統合が完了した。

## スローガン
- 自由にして民主的な労働運動
- 生産性の向上

## 地方組織
正式名称は「全日本郵政労働組合○○地方本部」、略称は「全郵政○○地本」であった。沖縄県を除き、1支社に1地本であった。これは対支社交渉に対応するため。また各地方本部の下には、県ごとに支部連絡協議会があり、その下に各支部が存在していた。
注1：（）内は地方本部の所在地、その下は管轄の都道府県／注2：所属人数は2006年6月現在組合発表
- 北海道地方本部（札幌）5,900人
  - 北海道
- 東北地方本部（仙台）4,700人
  - 青森、岩手、秋田、宮城、山形、福島の6県
- 関東地方本部（さいたま）3,100人
  - 茨城、栃木、群馬、埼玉、千葉の4県
- 東京地方本部（港区）1万6,900人
  - 東京都
- 南関東地方本部（横浜）2,300人
  - 神奈川、山梨の2県
- 信越地方本部（長野）3,700人
  - 長野、新潟の2県
- 北陸地方本部（金沢）4,800人
  - 富山、石川、福井の3県
- 東海地方本部（名古屋）9,400人
  - 静岡、愛知、岐阜、三重の4県
- 近畿地方本部（大阪）1万7,400人
  - 滋賀、京都、大阪、兵庫、奈良、和歌山の2府4県
- 中国地方本部（広島）3,000人
  - 鳥取、島根、岡山、広島、山口の5県
- 四国地方本部（松山）2,500人
  - 香川、徳島、愛媛、高知の4県
- 九州地方本部（熊本）1万2,000人
  - 福岡、佐賀、長崎、大分、熊本、宮崎、鹿児島、沖縄の9県

## 歴代委員長
|        | 名前       | 出身             | 期間                                         |
| ------ | ---------- | ---------------- | -------------------------------------------- |
| 初代   | 福井秀政   |                  | 1965（第1回定期大会） ‐                      |
|        |            |                  |                                              |
| 第4代  | 松田義央   |                  | ‐                                            |
| 第5代  | 牧野喜藏   |                  | ‐                                            |
|        |            |                  |                                              |
| 第8代  | 中野高徳   |                  | ‐ 2002                                       |
| 第9代  | 橋爪利昭紀 | 北陸地本（金沢） | 2002（第38回定期大会） ‐ 2004                |
| 第10代 | 宮下彰     | 信越地本（長野） | 2004（第40回定期大会） ‐ 2006                |
| 第11代 | 山口義和   | 近畿地本（大阪） | 2006（第42回定期大会） ‐ JPUとの組織統合まで |